# Johannes Kunz (Amtshauptmann)
Johannes Kunz (* 11. Juni 1884 in Wilsdruff; † 20. Juni 1946 im Speziallager Bautzen) war ein deutscher Amtshauptmann.

## Leben und Wirken
Nach Schulbesuch und Studium war er von Juni 1933 bis 1938 war er Amtshauptmann der Amtshauptmannschaft Borna. 1938 wurde er in den Wartestand versetzt und übernahm eine Tätigkeit als juristischer Hilfsarbeiter beim Regierungspräsidium in Zwickau. Er war Oberregierungsrat und im Zweiten Weltkrieg mindestens bis 1944 an der Preisüberwachungsstelle Zwickau tätig. Er starb 1946 im Speziallager Nr. 4 der Sowjetischen Militäradministration in Bautzen.